# 余因子行列
数学の線形代数学において、n次正方行列 A の余因子行列（よいんしぎょうれつ、英: adjugate matrix）あるいは古典随伴行列（こてんずいはんぎょうれつ、英: classical adjoint matrix）とは、(i, j)成分が (i, j)余因子である行列の転置行列のことであり、記号で {\displaystyle \operatorname {adj} (A)}, {\displaystyle \operatorname {Cof} (A)}, {\displaystyle {\widetilde {A}}} などで表す。これはn次正方行列になる。
単に (i, j)成分が (i, j)余因子である行列（転置をしない）を「余因子行列」と呼ぶ場合もある。随伴行列や随伴作用素とは異なる。
余因子行列により、正則行列の逆行列を具体的に成分表示することができる。

## 定義
可換環 R 上の n次正方行列 A = (ai,j) の余因子行列とは、(i, j)成分が (j, i)余因子である n次正方行列のことであり、記号で {\displaystyle \operatorname {adj} (A)}, {\displaystyle {\widetilde {A}}} などで表す。
A の (i,j)小行列式を Mi,j で表すことにする。これは、A の第i行、第j列を除いてできる (n − 1)次小正方行列の行列式である：
{\displaystyle \operatorname {adj} (A)=(b_{i,j}),\quad b_{i,j}=(-1)^{i+j}M_{j,i}}
A の (i,j)余因子を i,j で表すと、
{\displaystyle {\widetilde {a}}_{i,j}=(-1)^{i+j}M_{i,j}}
{\displaystyle \operatorname {adj} (A)=(b_{i,j}),\quad b_{i,j}=({\widetilde {a}}_{j,i})}
A を余因子展開は、A の余因子行列  により、次のように表せる：
{\displaystyle A{\widetilde {A}}={\widetilde {A}}A=(\det(A))I}
ここで I は単位行列である。
A が特に正則行列のとき、A の逆行列は余因子行列  で表せる：
{\displaystyle A^{-1}={\frac {1}{\det(A)}}{\widetilde {A}}}

## 例

### 1次
1次正方行列 A = (a) の余因子行列は、A が零行列でないときは、1次単位行列
{\displaystyle I={\begin{bmatrix}1\end{bmatrix}}}
である。{\displaystyle \operatorname {adj} (0)} は慣習上 0 とする。

### 2次
2次正方行列
{\displaystyle A={\begin{bmatrix}a&b\\c&d\end{bmatrix}}}
の余因子行列は
{\displaystyle \operatorname {adj} (A)={\begin{bmatrix}d&-b\\-c&a\end{bmatrix}}}
なお、この 2次の場合は {\displaystyle \operatorname {adj} \operatorname {adj} A=A} が成り立つ。

### 3次
3次正方行列
{\displaystyle A={\begin{bmatrix}a_{11}&a_{12}&a_{13}\\a_{21}&a_{22}&a_{23}\\a_{31}&a_{32}&a_{33}\end{bmatrix}}}
の余因子行列を考える。(i, j)成分に (i, j)余因子を並べたものは、
{\displaystyle C={\begin{bmatrix}+{\begin{vmatrix}a_{22}&a_{23}\\a_{32}&a_{33}\end{vmatrix}}&-{\begin{vmatrix}a_{21}&a_{23}\\a_{31}&a_{33}\end{vmatrix}}&+{\begin{vmatrix}a_{21}&a_{22}\\a_{31}&a_{32}\end{vmatrix}}\\&&\\-{\begin{vmatrix}a_{12}&a_{13}\\a_{32}&a_{33}\end{vmatrix}}&+{\begin{vmatrix}a_{11}&a_{13}\\a_{31}&a_{33}\end{vmatrix}}&-{\begin{vmatrix}a_{11}&a_{12}\\a_{31}&a_{32}\end{vmatrix}}\\&&\\+{\begin{vmatrix}a_{12}&a_{13}\\a_{22}&a_{23}\end{vmatrix}}&-{\begin{vmatrix}a_{11}&a_{13}\\a_{21}&a_{23}\end{vmatrix}}&+{\begin{vmatrix}a_{11}&a_{12}\\a_{21}&a_{22}\end{vmatrix}}\end{bmatrix}},}
ここで
{\displaystyle {\begin{vmatrix}a_{im}&a_{in}\\a_{jm}&a_{jn}\end{vmatrix}}=\det {\begin{bmatrix}a_{im}&a_{in}\\a_{jm}&a_{jn}\end{bmatrix}}=\det {\begin{vmatrix}a_{im}&a_{in}\\a_{jm}&a_{jn}\end{vmatrix}}}
である。余因子行列はこれの転置行列であるから、
{\displaystyle \operatorname {adj} (A)=C^{\mathsf {T}}={\begin{bmatrix}+{\begin{vmatrix}a_{22}&a_{23}\\a_{32}&a_{33}\end{vmatrix}}&-{\begin{vmatrix}a_{12}&a_{13}\\a_{32}&a_{33}\end{vmatrix}}&+{\begin{vmatrix}a_{12}&a_{13}\\a_{22}&a_{23}\end{vmatrix}}\\&&\\-{\begin{vmatrix}a_{21}&a_{23}\\a_{31}&a_{33}\end{vmatrix}}&+{\begin{vmatrix}a_{11}&a_{13}\\a_{31}&a_{33}\end{vmatrix}}&-{\begin{vmatrix}a_{11}&a_{13}\\a_{21}&a_{23}\end{vmatrix}}\\&&\\+{\begin{vmatrix}a_{21}&a_{22}\\a_{31}&a_{32}\end{vmatrix}}&-{\begin{vmatrix}a_{11}&a_{12}\\a_{31}&a_{32}\end{vmatrix}}&+{\begin{vmatrix}a_{11}&a_{12}\\a_{21}&a_{22}\end{vmatrix}}\end{bmatrix}}}

### 数値計算
例えば、実3次正方行列
{\displaystyle A={\begin{bmatrix}-3&2&-5\\-1&0&-2\\3&-4&1\end{bmatrix}}}
の余因子行列は、
{\displaystyle \operatorname {adj} A={\begin{bmatrix}-8&18&-4\\-5&12&-1\\4&-6&2\end{bmatrix}}}
となる。実際、余因子行列の (2,3)成分は (3,2)余因子であり、それは (3,2)小行列式（第3行、第2列を除いた小行列の行列式）に符号を掛けたものに等しい：
{\displaystyle (-1)^{3+2}\operatorname {det} {\begin{bmatrix}-3&-5\\-1&-2\end{bmatrix}}=-(-3\cdot -2--5\cdot -1)=-1}

## 性質
A を n次正方行列とする。
- {\displaystyle \operatorname {adj} (O)=O}（O は零正方行列）
- {\displaystyle \operatorname {adj} (I)=I}（I は単位行列）
- {\displaystyle \operatorname {adj} (cA)=c^{n-1}\operatorname {adj} (A)}（c はスカラー）
- {\displaystyle \operatorname {adj} (A^{\mathsf {T}})=\operatorname {adj} (A)^{\mathsf {T}}}（T は転置を表す）
- {\displaystyle \det(\operatorname {adj} (A))=(\det A)^{n-1}}
- A が正則なら、{\displaystyle \operatorname {adj} (A)=(\det A)A^{-1}}
これから次が導かれる：
  - adj(A) は正則で、その逆行列は(det A)−1A
  - adj(A−1) = adj(A)−1.
- adj(A) の各成分は A の成分の多項式である。特に、実数体または複素数体上では、adj(A) の各成分は、A の成分の滑らかな関数である。

複素数体上では、
- {\displaystyle \operatorname {adj} ({\overline {A}})={\overline {\operatorname {adj} (A)}}}（   は複素共役を表す）
- {\displaystyle \operatorname {adj} A^{*}=(\operatorname {adj} A)^{*}}（* は随伴行列を表す）

B をもう1つの n次正方行列とする。
- {\displaystyle \operatorname {adj} (AB)=\operatorname {adj} (B)\operatorname {adj} (A)}

この証明には、2つの方法がある。1つは、コーシー・ビネの公式により直接計算する方法である。もう1つの方法は、正方行列 A, B に余因子展開の等式を利用する方法である：
{\displaystyle {\begin{aligned}(\det AB){\widetilde {AB}}&=(\det A)I\times (\det B)I\times {\widetilde {AB}}\\&=(\det A)I\times {\widetilde {B}}B\times {\widetilde {AB}}\\&={\widetilde {B}}\times (\det A)I\times B\times {\widetilde {AB}}\\&={\widetilde {B}}\times {\widetilde {A}}A\times B\times {\widetilde {AB}}\\&={\widetilde {B}}{\widetilde {A}}\times (AB){\widetilde {AB}}\\&={\widetilde {B}}{\widetilde {A}}\times \det(AB)I\\&=\det(AB){\widetilde {B}}{\widetilde {A}}\\\end{aligned}}}
両辺を多項式として　det AB で割ると  =  を得る。（証明終）
これより、行列の冪乗について次が成り立つ：
- {\displaystyle \operatorname {adj} (A^{k})=(\operatorname {adj} A)^{k}}（k は 0 以上の整数）
  - A が正則なら、この等式は k が負の整数の場合についても成り立つ。
- {\displaystyle A\operatorname {adj} (A+B)B=B\operatorname {adj} (A+B)A}

等式
{\displaystyle (A+B)\operatorname {adj} (A+B)B=\det(A+B)B=B\{\operatorname {adj} (A+B)\}(A+B)}
から導かれる。
- rk(A) ≤ n − 2 のとき、adj(A) = O
- rk(A) = n − 1 のとき、rk(adj(A)) = 1

（A のある小行列式は 0 でない、故に adj(A) は 0 でなく、したがって、階数は 1 以上である。等式 adj(A) A = 0 は、adj(A) の核の次元は n − 1 以上であることを意味する。故に、adj(A) の階数は 1 以下である。）
このとき、adj(A) は次のように表せる：
adj(A) = xyT（x, y は {\displaystyle A{\boldsymbol {x}}={\boldsymbol {o}}} かつ {\displaystyle {}^{t}A{\boldsymbol {y}}={\boldsymbol {o}}} を満たすベクトルである）

### 列の置き換えとクラメルの公式
A の列ベクトル表示を
{\displaystyle A=({\boldsymbol {a}}_{1}\ \cdots \ {\boldsymbol {a}}_{n})}
とし、b を n次列ベクトルとする。固定された 1 ≤ j ≤ n に対し、A の第 j列を b で置き換えた行列を次の記号で定義する：
{\displaystyle (A{\stackrel {j}{\leftarrow }}{\boldsymbol {b}})\ {\stackrel {\text{def}}{=}}\ {\begin{pmatrix}{\boldsymbol {a}}_{1}&\cdots &{\boldsymbol {a}}_{j-1}&{\boldsymbol {b}}&{\boldsymbol {a}}_{j+1}&\cdots &{\boldsymbol {a}}_{n}\end{pmatrix}}}
この行列の行列式を第j列に関して余因子展開し、それらを集めてできる列ベクトルは、積 adj(A)b に等しくなる：
{\displaystyle \left(\det(A{\stackrel {j}{\leftarrow }}{\boldsymbol {b}})\right)_{j=1}^{n}=\operatorname {adj} (A){\boldsymbol {b}}}
この等式は、具体的な結果を生む。線形方程式系
{\displaystyle A{\boldsymbol {x}}={\boldsymbol {b}}}
を考える。A を正則と仮定する。この方程式に左から adj(A) を掛け、det(A) (≠ 0) で割ると
{\displaystyle {\boldsymbol {x}}={\frac {1}{\det A}}(\operatorname {adj} A){\boldsymbol {b}}}
ここでクラメルの公式を適用すると、
{\displaystyle x_{i}={\frac {\det(A{\stackrel {i}{\leftarrow }}{\boldsymbol {b}})}{\det A}}}
ここで xi は x の第i成分である。

### 固有多項式
A の固有多項式を
{\displaystyle p(s)=\det(sI-A)=\textstyle \sum \limits _{i=0}^{n}p_{i}s^{i}\in R[s]}
とすると、
p の第一差商は、n − 1次対称式になる：
{\displaystyle \Delta p(s,t)={\frac {p(s)-p(t)}{s-t}}=\textstyle \sum \limits _{0\leq j+k<n}p_{j+k+1}s^{j}t^{k}\in R[s,t]}
sI − A の余因子行列積は、ケイリー・ハミルトンの定理 p(A) = O より、
{\displaystyle \operatorname {adj} (sI-A)=\Delta p(sI,A)}
特に、A の レゾルベントは次の式で定義される：
{\displaystyle R(z;A)=(zI-A)^{-1}}
さらに上記の等式より、これは次の式に等しい：
{\displaystyle R(z;A)={\frac {\Delta p(zI,A)}{p(z)}}}

### ヤコビの公式
行列式を微分すると、ヤコビの公式 (Jacobi's formula) により、余因子行列が現れる。A(t) は連続的微分可能なら、
{\displaystyle {\frac {d}{dt}}(\det A(t))=\operatorname {tr} \left(\operatorname {adj} (A(t))A'(t)\right)}
これより、行列式の全微分は、余因子行列の転置になる：
{\displaystyle d(\det A)_{A_{0}}=\operatorname {adj} (A_{0})^{\mathsf {T}}}

### ケイリー・ハミルトンの定理
pA(t) を線形変換 A の固有多項式とする。ケイリー・ハミルトンの定理とは、t を A に置き換えて得られる正方行列が零行列になることをいう：
{\displaystyle p_{A}(A)=O}
定数項を分離し両辺に adj(A) を掛けることで、余因子行列は A と pA(t) の係数だけで表される。完全指数関数的ベル多項式を使うと、これらの係数はA の冪の跡の項で具体的に表せ、次のようになる：
{\displaystyle \operatorname {adj} (A)=\textstyle \sum \limits _{s=0}^{n-1}A^{s}\sum \limits _{k_{1},\cdots ,k_{n-1}}\prod \limits _{\ell =1}^{n-1}{\dfrac {(-1)^{k_{\ell }+1}}{\ell ^{k_{\ell }}k_{\ell }!}}\operatorname {tr} (A^{\ell })^{k_{\ell }}}
ここで n は A の次数、総和 ∑ の s, 数列 kl ≥ 0 は次の 1次ディオファントス方程式を満たしながら取るものとする：
{\displaystyle s+\textstyle \sum \limits _{\ell =1}^{n-1}\ell k_{\ell }=n-1}
特に 2次の場合は、次のようになる：
{\displaystyle \operatorname {adj} (A)=I_{2}\left(\operatorname {tr} A\right)-A}
3次の場合は
{\displaystyle \operatorname {adj} (A)={\frac {1}{2}}I_{3}\left((\operatorname {tr} A)^{2}-\operatorname {tr} A^{2}\right)-A\left(\operatorname {tr} A\right)+A^{2}}
4次の場合は
{\displaystyle \operatorname {adj} (A)={\frac {1}{6}}I_{4}\left((\operatorname {tr} A)^{3}-3\operatorname {tr} A\operatorname {tr} A^{2}+2\operatorname {tr} A^{3}\right)-{\frac {1}{2}}A\left((\operatorname {tr} A)^{2}-\operatorname {tr} A^{2}\right)+A^{2}\left(\operatorname {tr} A\right)-A^{3}}
上記の表示式は、A の固有多項式を効率良く求めることのできる、Faddeev–LeVerrier algorithmの最後の段階からも直接導出することができる。

## 外積代数との関係
余因子行列は、外積代数の抽象的な用語を使うことで表示することができる。V を n次元ベクトル空間とする。ベクトルの外積により双線形対が得られる：
{\displaystyle V\times \wedge ^{n-1}V\to \wedge ^{n}V}
ベクトルの外積は完全対である。それ故、それは同型写像を引き起こす：
{\displaystyle \phi \colon V\ \xrightarrow {\cong } \ \operatorname {Hom} (\wedge ^{n-1}V,\wedge ^{n}V)}
明示すると、この対は、v ∈ V を {\displaystyle \phi _{\boldsymbol {v}}} に写す：
{\displaystyle \phi _{\boldsymbol {v}}(\alpha )={\boldsymbol {v}}\wedge \alpha \qquad (\alpha \in \wedge ^{n-1}V)}
T : V → V を線形変換とする。T の(n − 1)次外冪による引き戻しは線形変換空間の射を作る。このとき T の余因子変換は次の合成で定義される：
{\displaystyle V\ \xrightarrow {\phi } \ \operatorname {Hom} (\wedge ^{n-1}V,\wedge ^{n}V)\ \xrightarrow {(\wedge ^{n-1}T)^{*}} \ \operatorname {Hom} (\wedge ^{n-1}V,\wedge ^{n}V)\ \xrightarrow {\phi ^{-1}} \ V}
V = Rn に 基底 (e1, …, en) が与えられていて、T のこの基底に関する表現行列は A であるとき、T の余因子変換は A の余因子行列である。何故正しいのか考えてみるに、{\displaystyle \wedge ^{n-1}\mathbb {R} ^{n}} の基底を取る：
{\displaystyle \{{\boldsymbol {e}}_{1}\wedge \dots \wedge {\hat {\boldsymbol {e}}}_{k}\wedge \dots \wedge {\boldsymbol {e}}_{n}\}_{k=1}^{n}}
Rn の基底元 ei を固定する。ei の {\displaystyle \phi } による像は、{\displaystyle \wedge ^{n-1}\mathbb {R} ^{n}} の基底ベクトルの移る先を決定する：
{\displaystyle \phi _{{\boldsymbol {e}}_{i}}({\boldsymbol {e}}_{1}\wedge \dots \wedge {\hat {\boldsymbol {e}}}_{k}\wedge \dots \wedge {\boldsymbol {e}}_{n})={\begin{cases}(-1)^{i-1}{\boldsymbol {e}}_{1}\wedge \dots \wedge {\boldsymbol {e}}_{n},&{\text{if}}\ k=i,\\0&{\text{otherwise.}}\end{cases}}}
この基底で、T の (n − 1)次外冪 {\displaystyle (\wedge ^{n-1}T)^{*}} は次のように表せる：
{\displaystyle {\boldsymbol {e}}_{1}\wedge \dots \wedge {\hat {\boldsymbol {e}}}_{j}\wedge \dots \wedge {\boldsymbol {e}}_{n}\mapsto \textstyle \sum \limits _{k=1}^{n}(\det A_{jk})\,{\boldsymbol {e}}_{1}\wedge \dots \wedge {\hat {\boldsymbol {e}}}_{k}\wedge \dots \wedge {\boldsymbol {e}}_{n}}
これらのそれぞれの項の {\displaystyle \phi _{{\boldsymbol {e}}_{i}}} による像は、k = i の項を除いて 0 になる。それ故、{\displaystyle \phi _{{\boldsymbol {e}}_{i}}} の引き戻しは次の線形写像になる：
{\displaystyle {\boldsymbol {e}}_{1}\wedge \dots \wedge {\hat {\boldsymbol {e}}}_{j}\wedge \dots \wedge {\boldsymbol {e}}_{n}\mapsto (-1)^{i-1}(\det A_{ji}){\boldsymbol {e}}_{1}\wedge \dots \wedge {\boldsymbol {e}}_{n}}
これは次に等しくなる：
{\displaystyle \textstyle \sum \limits _{j=1}^{n}(-1)^{i+j}(\det A_{ji})\phi _{{\boldsymbol {e}}_{j}}}
{\displaystyle \phi } の逆写像を適用することより、T の余因子変換は次の式で与えられる線形変換であると分かる：
{\displaystyle {\boldsymbol {e}}_{i}\mapsto \textstyle \sum \limits _{j=1}^{n}(-1)^{i+j}(\det A_{ji}){\boldsymbol {e}}_{j}}
故に、その表現行列は A の余因子行列である。
V に内積と体積形式が与えられていたら、この写像 φ はさらに分解される。この場合、φ はホッジ双対と双対化の合成ととらえることができる。特に、ω が体積形式のとき、それは内積とともに同型写像を引き起こす：
{\displaystyle \omega ^{\vee }\colon \wedge ^{n}V\to \mathbb {R} }
これは同型写像を引き起こす：
{\displaystyle \operatorname {Hom} (\wedge ^{n-1}\mathbb {R} ^{n},\wedge ^{n}\mathbb {R} ^{n})\cong \wedge ^{n-1}(\mathbb {R} ^{n})^{\vee }}
v ∈ Rn は次の線型汎函数に一致する：
{\displaystyle (\alpha \mapsto \omega ^{\vee }(\mathbf {v} \wedge \alpha ))\in \wedge ^{n-1}(\mathbb {R} ^{n})^{\vee }}
ホッジ双対の定義により、この線型汎函数は *v と双対である。つまり、ω∨ ∘ φ は v ↦ *v∨ と見なせる。

## 高階余因子行列
A を n次正方行列とし、r ≥ 0 を固定する。A の r階余因子行列とは、{\displaystyle \textstyle {\binom {n}{r}}}次正方行列であり、adjr A で表す。その成分は {1, …, m} の r 個元からなる部分集合 I, J から番号を取るものとする。Ic, Jc はそれぞれ I, J の補集合を表すものとする。{\displaystyle A_{I^{c},J^{c}}} は、行番号、列番号がそれぞれ Ic, Jc から取られる、A の小行列を表すとする。adjr A の (I, J) 成分は次の式で定義される：
{\displaystyle (-1)^{\sigma (I)+\sigma (J)}\det A_{J^{c},I^{c}}}
ここで σ(I), σ(J) はそれぞれ I, J の元の総和を表すとする。
高階余因子行列の基本的な性質として以下がある：
- adj0(A) = det A
- adj1(A) = adj A
- adjn(A) = 1
- adjr(BA) = adjr(A) adjr(B)
- {\displaystyle \operatorname {adj} _{r}(A)C_{r}(A)=C_{r}(A)\operatorname {adj} _{r}(A)=(\det A)I_{\binom {n}{r}}}（Cr(A) は r次複合行列を表す）

高階余因子行列は通常の余因子行列と同様に、抽象代数学の言葉を用いても定義できる。{\displaystyle V}, {\displaystyle \wedge ^{n-1}V} をそれぞれ {\displaystyle \wedge ^{r}V}, {\displaystyle \wedge ^{n-r}V} に置き換えることでできる。

## 余因子行列の反復合成
正則行列 A について、余因子行列の反復合成を取ることにより、r次余因子行列を考えることができる：
{\displaystyle \underbrace {\operatorname {adj} \cdots \operatorname {adj} } _{k}\,A=(\det A)^{\frac {(n-1)^{k}-(-1)^{k}}{n}}A^{(-1)^{k}}}
{\displaystyle \det(\underbrace {\operatorname {adj} \cdots \operatorname {adj} } _{k}\,A)=(\det A)^{(n-1)^{k}}}
例えば、
{\displaystyle \operatorname {adj} \operatorname {adj} A=(\det A)^{n-2}A}
{\displaystyle \det(\operatorname {adj} \operatorname {adj} A)=(\det A)^{(n-1)^{2}}}

## 参照
1. ↑  Felix Gantmacher (1960). The Theory of Matrices. 1. New York: Chelsea. pp. 76-89. ISBN 0-8218-1376-5
2. 1 2  斎藤正彦『線型代数入門』東京大学出版会〈基礎数学1〉、1966年3月31日。ISBN 978-4130620017。